# Municipio de Concord (condado de Bureau)
El municipio de Concord (en inglés: Concord Township) es un municipio ubicado en el condado de Bureau en el estado estadounidense de Illinois. En el año 2010 tenía una población de 1644 habitantes y una densidad poblacional de 17,55 personas por km².

## Geografía
El municipio de Concord se encuentra ubicado en las coordenadas 41°21′42″N 89°40′39″O / 41.36167, -89.67750. Según la Oficina del Censo de los Estados Unidos, el municipio tiene una superficie total de 93.69 km², de la cual 93,3 km² corresponden a tierra firme y (0,41 %) 0,39 km² es agua.

## Demografía
Según el censo de 2010, había 1644 personas residiendo en el municipio de Concord. La densidad de población era de 17,55 hab./km². De los 1644 habitantes, el municipio de Concord estaba compuesto por el 97,69 % blancos, el 0,43 % eran afroamericanos, el 0,12 % eran amerindios, el 0,43 % eran asiáticos, el 0,36 % eran de otras razas y el 0,97 % eran de una mezcla de razas. Del total de la población el 2,43 % eran hispanos o latinos de cualquier raza.